# Ortnamn i Dalarna
Ortnamn i Dalarna kan, liksom resten av de svenska ortnamnen, delas upp i naturnamn och kulturnamn. Kulturnamnen är ofta bebyggelsenamn med  efterled där bebyggelsen beskrivs, såsom -by i Dalabergslagen, som Husby och Naglarby, medan det ofta heter -byn lite längre norrut, som Vikarbyn i närheten av Rättvik. Som beteckning för fäbodar används ofta efterledet -bodarna, till exempel Ljusbodarna. 
Vissa ortnamn är speciella för Dalarna och delar av omgivande landskap. Exempel på detta är namn som har efterledet -benning och som enbart finns i sydöstra Dalarna och i angränsande delar av Västmanland. 
Ortnamnen i Dalarna är, som i alla andra landskap i Sverige, dels osammansatta ortnamn och dels av sammansatta. Några av de osammansatta namnen är enstaviga, som till exempel Nås och Ål. Andra är tvåstaviga som till exempel Idre, Falun och Mora. Ändelsen -a betecknar ofta pluralis.
Av de sammansatta ortnamnen har de flesta två ordled, förled och efterled, som till exempel Borlänge och Mockfjärd, men det finns också namn med tre ordled, som Karlsbyheden och Morgårdshammar.
De södra delarna av landskapet hör till Bergslagen. Där finns många ortnamn med anknytning till bergsbruk.  

## Definition av begreppet ortnamn
Ortnamn eller toponymer är namn på geografiska företeelser och ortnamnen kan delas upp i bebyggelsenamn och naturnamn.
En språkvetenskaplig definition är att "ett ortnamn är ett språkligt uttryck som i en viss namnbrukarkrets är knutet till en bestämd plats".

## Ortnamnskategorier
Alla ortnamn delas upp i två huvudkategorier: naturnamn och kulturnamn. Kulturnamnen kan indelas tre kategorier: ägonamn, bebyggelsenamn och namn på artefakter.
Naturnamn är namn på vattendrag, sjöar, skogar o.s.v. Ägonamn är namn på mark som används för jordbruk och boskapsskötsel, till exempel åkrar, ängar och hagar. Bebyggelsenamn är namn på tätorter, byar, gårdar, bygder med mera. Artefaktnamn är namn på broar, hamnar, gruvor, gravhögar m.m. Bebyggelsenamn kan vara primära eller
sekundära. Primära bebyggelsenamn avser bebyggelse redan från början, till exempel de som slutar på -by eller -byn (som Naglarby och Vikarbyn).  
Sekundära bebyggelsenamn har inte från början betecknat bebyggelse, utan har ursprungligen varit naturnamn, ägonamn eller artefaktnamn. Exempel på sådana ortnamn i Dalarna är Enviken, Stjärnsund, Svärdsjö med flera.

## Ortnamnet Falun
Falun, (oppa) Falene 1400, är enligt Svenskt ortnamnslexikon en bestämd form av ett ånamn, *Fala 'den gulbleka', det vattendrag som rinner mellan Varpan och Tisken, d.v.s. Faluån. 
I den äldre Svensk etymologisk ordbok 1922 finns en annan förklaring till ortnamnet Falun.
Fal- i ortnamn såsom Falbygden, Falköping, Falun, fsv. falan, best. form, om Falbygden o. den slätt, på vilken Falun uppstod (jfr: byggia en stadh på Fahlan 1620), Faluköpunger osv., jfr Karlfeldt: 'Hembygdens fala', 'Vinden rider på falorna' (arkaiserande); egentl. slätt av en germ.  stam fal-, även t. ex. i da. Falster (bildat med ett i urgamla önamn vanligt suffix -str-, jfr Falsterbo) =  ie. pol-, huvudsakligen i slav. spr., t. ex. fslav. polje, fält, namnet på Polen ( jfr polska), lillryska  polonýná, högslätt (* polu-) osv.; besl. med fält, flak, flat, lånorden palm, plan, plån, vidare grek. pélagos, hav, egentl; havsyta, osv. — Falun är ack. sing. best. form av detta ord.

## Typiska ortnamnsled och ortnamnsändelser i Dalarna

### Ortnamnsförled med djuranknytning
- Björ- betyder vanligen björn (n-ljudet försvinner i vissa sockendialekter). Förleden återfinns i Björbo (1571 hette orten Biörneboda), och också i flera Björnberget i Dalarna.
- Bjur- står för bäver, och är ett äldre namn på detta djur. Exempel: Bjurdammskölen och Bjursås.
- Ulv- och Ulf- kan stå för varg, men är ibland en ombildning av Olof eller Oluf. Exempel: Ulvsjön, Ulvåsen och Ulvshyttan.
- Lo- står ibland för lodjuret, och återfinns bland annat i trakten N om Ryggen, där Logärdsfäbodarna, Lostigen och Lofällan ligger intill sjön Logärden. I andra fall kan förleden betyda lågt liggande äng (ombildat från fornsvenskans lau).

### Ortnamnsförled med trädanknytning
- Apel- finns som omljudd form i Äppelbo.
- Asp- som förled finns bland annat i Aspeboda.
- Björk- finns bland annat i Björkberget.
- En- finns bland annat i Enviken.
- Gran- finns bland annat i Grangärde.
- Rönn- finns bland annat i Rönndalen.
- Tall- finns som omljudd form i tälle 'talldunge' i Tällberg.

### Ortnamnsefterled som betecknar bebyggelse

berg

by

- -arvet betyder 'arvegods'. Detta efterled har sin största spridning just i Dalarna (i Kopparbergslagen). Exempel på -arvet är Bomsarvet och Domnarvet.
- -berg, obestämd form, bynamn speciellt vid Siljan och vid Österdalälven mellan Älvdalen och Mora: Blyberg, Oxberg och Tällberg.
- -bo betecknade i södra Dalarna ursprungligen bodar för tillfälligt bruk, bland annat slåtterbodar. Exempel på dessa namn är Gubbo, Karlbo och Krylbo.[10]
- -bo, -boda, -bodarna finns i områden med fäbodar, och -bo har då en något annan betydelse än i de områden där fäbodar saknas. Exempel på dessa namn Malingsbo, Sifferbo, Äppelbo, Aspeboda, Ljusbodarna och Mångsbodarna.[10]
- -by, -byn har ursprungligen sannolikt betytt 'boplats, bebyggelse', som den senare betydelsen 'gård, by' har utvecklats från. I Dalarna finns bland annat Husby, Naglarby, Västerby samt Vikarbyn.[11]
- -sta, som i Dalarna förekommer enbart i den sydöstra delen, förekommer också i övriga Svealand samt i östra Norrland och i Jämtland. I Götaland är efterledet -stad. Den mest ursprungliga betydelsen av -sta har antagits vara 'plats, ställe', men även andra tolkningar har föreslagits. Namn med efterledet -sta är Ansta i Säters kommun och Finnsta i Hedemora kommun.[12]
- -sel, -säl (av fornsvenska sæl) är ett efterled som betecknar fäbod, till exempel Bussel, Lissel och Stikåsel. Orterna Isala (j Iselie 1524), Selja och Sälen hör också till denna typ av ortnamn.[13]
- -täkt betyder ’nyodling, nybygge’. Namnen på -täkt förekommer i Kopparbergslagen. Exempel på namn är Kårtäkt och Rosttäkt.[14]
- -vallen betecknar i Idre fäbodvallar, till exempel Gränjåsvallen och Foskdalsvallen vid Städjan.
- -ås betecknar en långsmal höjd och är ett vanligt efterled i Dalarna, speciellt i trakterna kring Siljan och Orsasjön. Exempel: Fryksås, Fåsås och Maggås.
- -åsen, exempel: Tammeråsen, Skinnaråsen och Ärteråsen.

### Ortnamnsefterled som betecknar bergshantering och industri
- -benning är ett efterled som enbart förekommer i den del av Bergslagen som finns i sydöstra Dalarna och i nordöstra Västmanland. Dess betydelse är troligen 'hyttbyggnad'. Exempel på sådana namn är Ingvallsbenning och Knallasbenning.
- -berg har i Bergslagen ofta specialbetydelsen 'bergslag, gruvbygd'. Exempel på namn av den typen är Bispberg, Garpenberg, Grängesberg och Håksberg.
- -fors kan beteckna en industri som etablerades vid en fors, innan det fanns elektricitet att tillgå. Annefors bruk anlades år 1736 av Sebastian Grave. Det fick sitt namn efter ägarens hustru Anne Chenon.[15] Där fanns två stångjärnshammare, två spikhamrar, stålsmedja, såg och kvarn.[16] 1876 byggdes en masugn. 1898 lades järntillverkningen ner, och istället startades en fabrik för sulfatmassa.[17] Brattfors var på 1780-talet en del av Garpenbergs Bruk.[18] Vid sjön Amungens norra ända, vid en å, ligger det före detta brukssamhället Dalfors. År 1726 fick baron Axel Johan Gripenhielm, Anders Svab och Henrik Gahn den äldre privilegiet att anordna en stångjärnshammare med två härdar i Ammundsböle by, som låg vid landsvägen mellan Rättvik och Edsbyn. Från början byggdes en anläggning i Kacknäs och vid forsen ovanför. Av det som tidigare var en liten by blev det ett brukssamhälle. Det fick namnet Dalfors.[19] I Fors bedrevs hytt- och smidesverksamhet från 1500-talet och fram till omkring 1925.[20] Siljansfors järnbruk anlades 1738, då Jöns Flygare och Peter Svartzerhöll erhöll privilegier för att uppföra en masugn och en stångjärnshammare med två härdar vid Siljansfors. Vid slutet av 1800-talet uppstod en hårdnande konkurrens från de större mer centralt belägna bruken, och 1876 lades driften ned.[21] Tyfors järnbruk anlades 1790. Under andra hälften av 1800-talet slog ny teknik slog ut de mindre järnbruken. 1882 lades Tyfors järnbruk ned, men det ersattes av en träindustri.[22]
- -hammar, med betydelsen 'vattenhammare', förekommer i namnen Nyhammar, Morgårdshammar och Saxehammar.
- -hyttan är ett vanligt efterled i Bergslagen. En hytta är en smältugn för malm, och kallas även masugn. Exempel på dessa namn är Klenshyttan, Rämshyttan och Vikmanshyttan.[23]

### Ortnamnsefterled som betecknar höjder
- -berg, obestämd form, till exempel Hommarberg, Rödberg och Tennusberg.
- -berget, bestämd form, till exempel Fjällberget, Käringberget och Årberget.
- -fjället finns i landskapets norra och västra delar. Exempel: Fulufjället, Hundfjället och Långfjället.
- -holen (hol = liten rundad höjd) är vanligt i Dalarna. Exempel: Bältarholen, Danholen och Högholen.
- -klack (bergsklack) Ekfännsklack, Glotklack och Myggsjöklack.
- -klitt, klitten är en assimilerad form av klint, klinten som finns i delar av Dalarna (Älvdalen och trakterna kring Orsasjön och Siljan samt i Västerdalarna). Exempel: Asaklitt, Grönklitt, Lissklitt, Björnklitten, Indnäsklitten och Skjovklitten.
- -åsen Firåsen, Kvarnåsen och Lissvedsåsen.

### Fristående ortnamnselement som betecknar höjder
klack (bergsklack) förekommer framförallt i mellersta Dalarna. Exempel: Bispbergs klack, Djurmo klack och Hästbergs klack.

### Ortnamnsändelser

#### Ortnamnsändelser som betecknar bebyggelse
- -a är en vanlig pluraländelse i svenska ortnamn.[1] I vissa områden är -e vanligare, till exempel på Gotland, i Bohuslän, i vissa delar av Värmland (till exempel Sunne) och i Härjedalen Hede (ii) Hedha sokn 1397) och Jämtland (Stavre). I Dalarna är pluraländelsen -a, till exempel i Boda (i Bodom 1539), Vika (i Wikum 1357) och Järna ((ij) Iærnom 1386).[24]
- -inge är en avledningsändelse. I Dalarna finns mycket få ortnamn med denna ändelse. Exempel är Bäsinge (vid sjön Bäsingen), Gällinge (vid sjön Gällingen) och Tenninge (som möjligen kan komma av ett släktnamn).[25]

#### Ortnamnsändelser som betecknar vattendrag
- -an (femininum) finns speciellt i norra och västra Dalarna: Fulan, Foskan, Lånan och Uvan.

#### Ortnamnsändelser som betecknar sjöar
- -an Sjönamn som slutar på det feminina -an finns speciellt i Falutrakten, till exempel Toftan. Men även i övriga områden i Dalarna finns det ett antal sjöar som har ändelsen -an, som Hovran, Siljan och Väsman.
- -en Sjönamn som slutar på det maskulina -en, till exempel Björken, Ejen och Snotten, finns spridda över landskapet.

## Ortnamn som påminner om hednisk kult
De ortnamn som har namnet på en fornnordisk gud (till exempel Tor eller Ull) eller en gudinna i sitt förled kallas teofora ortnamn. Tillsammans med övriga ortnamn som syftar på gudadyrkan benämns de sakrala ortnamn. I Dalarna finns minst tre sakrala ortnamn:  
- Stora Skedvi
- Torsång
- Ullvi (guden Ulls vi)[27]